# تاکوجی هایاتا
تاکوجی هایاتا (به انگلیسی: Takuji Hayata) ژیمناست زادهٔ ۱۰ اکتبر ۱۹۴۰ میلادی اهل کشور ژاپن است.